# Baureihe 62
Baureihe 62 – niemiecka lokomotywa parowa produkowana w latach 1928–1932. Zostały wyprodukowane w liczbie 15 sztuk. Były używane do prowadzenia pociągów pospiesznych.